# Jedle nádherná

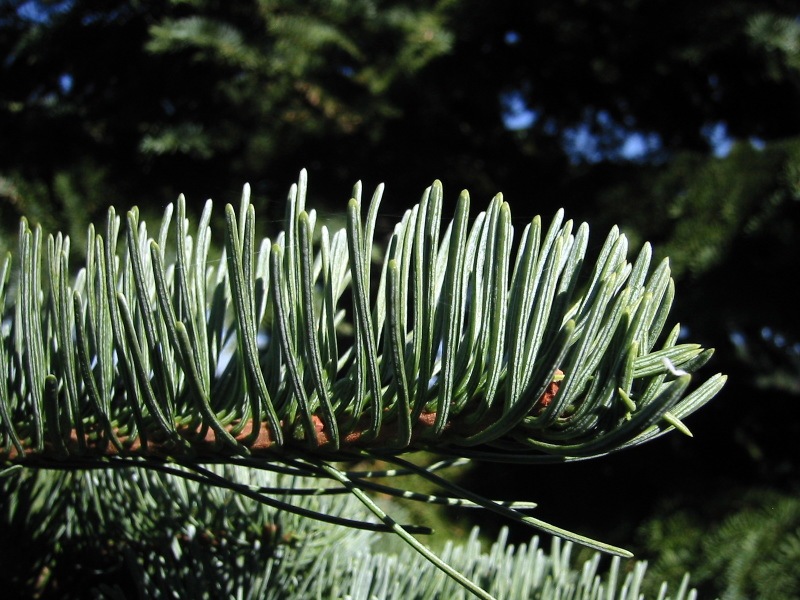
Jedle nádherná, jehličí

Jedle nádherná (Abies magnifica) je mohutný stálezelený jehličnatý strom původem z jihozápadní části Severní Ameriky (od Oregonu po Kalifornii).

## Synonyma
- Abies amabilis varieta magnifica
- Abies campylocarpa
- Abies magnifica varieta argentea
- Abies magnifica varieta critchfieldii
- Abies magnifica poddruh shastensis
- Abies nobilis varieta magnifica
- Abies shastensis
- Pinus campylocarpa
- Pinus magnifica
- Pinus nobilis varieta magnifica
- Picea magnifica
- Pseudotsuga magnifica.

## Popis
Stálezelený, jehličnatý a dlouhověký strom (dožívá se více než 600 let), dorůstající až 77 m s průměrem kmene téměř 3 m. Semenáč roste nejprve pomalu, potom rychle (více než 30 cm za rok a více než 4,5 m za deset let) a později opět pomalu. Koruna je úzce kuželovitá, se vzrůstajícím věkem stromu válcovitá a nepravidelná. Větve jsou krátké, v horní části koruny stoupající a v dolní části koruny klesající. Borka je zpočátku šedá, hladká, tenká a s pryskyřičnými puchýři, později tlustá, červenohnědá a hluboce rozbrázděná mezi širokými hřebeny. Letorosty jsou světle žlutohnědé, s načervenalými chlupy. Pupeny jsou skryté mezi jehlicemi nebo nekryté, tmavohnědé, vejčité, malé, bez pryskyřice nebo s kapkou pryskyřice blízko vrcholu, se zaobleným vrcholem; s krátkými a širokými bazálními pupenovými šupinami ve tvaru rovnostranného trojúhelníka, hustě chlupatými, bez pryskyřice, celokrajnými či s vroubkovaným okrajem a ostrým vrcholem.
Jehlice jsou 2–4 cm dlouhé a 2 mm široké, spirálovitě uspořádané, na stínové straně stromu stoupající vzhůru ve dvou řadách; seshora jsou nové přírůstky stříbrnošedozelené, později tmavě modrozelené, s nebo bez slabé rýhy a s jedním šedozeleným proužkem s 8-13 řadami průduchů, někdy se rozdělujícím na dva ve směru k základně jehlice; zespodu se dvěma šedozelenými proužky, každý proužek se 4-5 řadami průduchů (stomat); průřez jehlic je čtyřúhelníkový u jehlic na sluneční straně a plochý u jehlic na stínové straně; jehlice voní po kafru; na špičce jsou zaoblené nebo špičaté (ostré); se dvěma malými pryskyřičnými kanálky na okrajích a ve spodní pokožkové epidermální vrstvě; jehlice vydrží na stromě minimálně 12 let.
Samčí šištice jsou purpurovočervenohnědé. Samičí šištice (šišky) jsou podlouhle válcovité, 14–23 cm dlouhé a 6–9 cm široké (u variety critchfieldii jsou 9–17 cm dlouhé a 3–9 cm široké), s kulovitým vrcholem, zpočátku purpurové a dozráváním hnědé. Podpůrné šupiny jsou skryté (Abies magnifica varieta magnifica) nebo vyčnívající (Abies magnifica varieta critchfieldii). Semena jsou 15 mm dlouhá a 6 mm široká, hnědočervená, s 15 mm dlouhým hnědočerveným křídlem. Děložních lístků je 7-8 . Semena dozrávají v říjnu.

## Příbuznost
Jedle nádherná Abies magnifica se vyskytuje v 1 kříženci a 2 varietách:
- Abies x shastensis (též Abies procera x magnifica) je kříženec (hybrid) (dříve byl tento kříženec považován za 3. varietu jedle nádherné, to jest Abies magnifica varieta shastensis, což je nepřesné a nesprávné, tudíž i popis ve tvaru variety je nepřesný a nesprávný): tento strom je výsledkem introgresivní hybridizace (pohyb genů mezi druhy opakovaným křížením křížence s jeho rodičovskou (zde) rostlinou) mezi jedlí nádhernou Abies magnifica a jedlí vznešenou Abies procera, obě se vyskytující v jižním Kaskádovém pohoří a pohoří Klamath v Oregonu a Kalifornii v USA, kde ke křížení dochází.
- Abies magnifica varieta critchfieldii: je rozdílná pouze ve vlastnostech samičích šištic, její domovinou je jih horského pásma Sierra Nevada, Kalifornie, USA.
- Abies magnifica varieta magnifica – charakteristická varieta pro tento druh.

## Výskyt
Severní Amerika – USA (státy Kalifornie, Nevada a Oregon).
- Abies magnifica varieta magnifica: Kalifornie, západní Nevada, Oregon.
- Abies x shastensis (nesprávně Abies magnifica varieta shastensis): přirozeně se vyskytuje jen v oblasti mezi sopkou Lassen Peak (Kalifornie) (kolem hory Mount Shasta, v pohoří Trinity a Siskiyou Mountains) a Kráterovým jezerem (Oregon).
- Abies magnifica varieta critchfieldii: vyskytuje se nejjižněji v rozsahu výskytu jedle nádherné, jižně od řeky Kings River v jižní Kalifornii.

## Ekologie
Vysokohorský strom, roste v nadmořských výškách 1400–3000 m, v půdách žulového (Sierra Nevada) a čedičového (Kaskádové pohoří v Kanadě a Spojených státech amerických) původu, které byly změněny zaledněním a jsou mírně kyselé, dobře odvodňované, vlhké, živné a v rozsahu pH 4-6 , s hrubou zrnitostí. Strom, podobně jako většina rostlin, nesnáší zasolení půdy. Tato jedle je mrazuvzdorná do −28 °C a v dospělosti pro svou tlustou, ohni odolávající borku, jehličí a konce větví, poměrně odolná proti lesním požárům (semenáče stromu ovšem nejsou vůči ohni odolné), nicméně stejně jako většina jedlí nesnáší znečištění ovzduší. Větve této jedle bývají náchylné na polámání větrem. Jedle nádherná není náročná na světlo, roste ráda ve stínu, v polostínu i na přímém slunci, nemá ráda přílišné sucho. Klima v místech jejího výskytu je tvořeno krátkými, horkými a suchými léty a dlouhými studenými zimami s velkým množstvím sněhu (sníh tvoří 80 % srážek), průměrné roční srážkové úhrny se pohybují mezi 750–1500 mm.
Jedle nádherná roste někdy v monokulturních porostech, častěji však ve společnosti jiných druhů, se kterými tvoří lesy smíšené: s různými druhy borovic Pinus, jedlí ojíněnou, jedlí vznešenou, douglaskou tisolistou, pazeravem sbíhavým, jalovcem Juniperus occidentalis, ve větších výškách pak s jedlí plstnatoplodou a jedlovcem Mertensovým Tsuga mertensiana poddruh grandicona. Z keřů pak s latnatcem Ceanothus cordulatus, medvědicí nevadskou Arctostaphylos nevadensis a dalšími.
Jedle nádherná tvoří domov mnoha druhům zvířat, například kuně rybářské, rosomáku sibiřskému, medvědu baribalovi, datlu červenobradému (Sphyrapicus thyroideus), datlu chocholatému (Dryocopus pileatus), puštíku vousatému a mnoha dalším.

## Choroby a nepřátelé
Jedle nádherná je občas napadána jedlovým trpasličím jmelím Arceuthobium abietinum poddruh magnificae, které zpomaluje růst stromu, snižuje produkci semen a jejich životaschopnost a oslabuje strom, který je pak náchylnější k dalším patogenům. Strom je někdy napadán bělokazem Scolytus ventralis a je též náchylný k poškození mšicemi a kořenovníkem vrstevnatým (Heterobasidion annosum).

## Využití člověkem
Dřevo je lehké, měkké, slušně trvanlivé, ne příliš pevné. Velmi velká výška stromu a rovný kmen dělají ze stromu čím dál používanější zdroj dřeva, nejvíce se používá jako palivo, příležitostně ve stavebnictví, na výrobu překližky, beden, dřevoviny. Též je používán jako vánoční stromek. Pouze vzácně je pěstován jako okrasná dřevina.

## Ohrožení
Jedle nádherná není podle organizace IUCN ohrožena, její populace je stabilní, populace stromu je tvořena mnoha jedinci na velkém území. Navíc areál výskytu stromu zahrnuje mnoho slavných národních parků, ve kterých je chráněn. V minulosti byl hodně kácen, což vedlo ke snížení populace, v současnosti vedou zákazy kácení a lepší lesní hospodářství k úspěšné regeneraci jeho populace v mnoha oblastech.

## Galerie

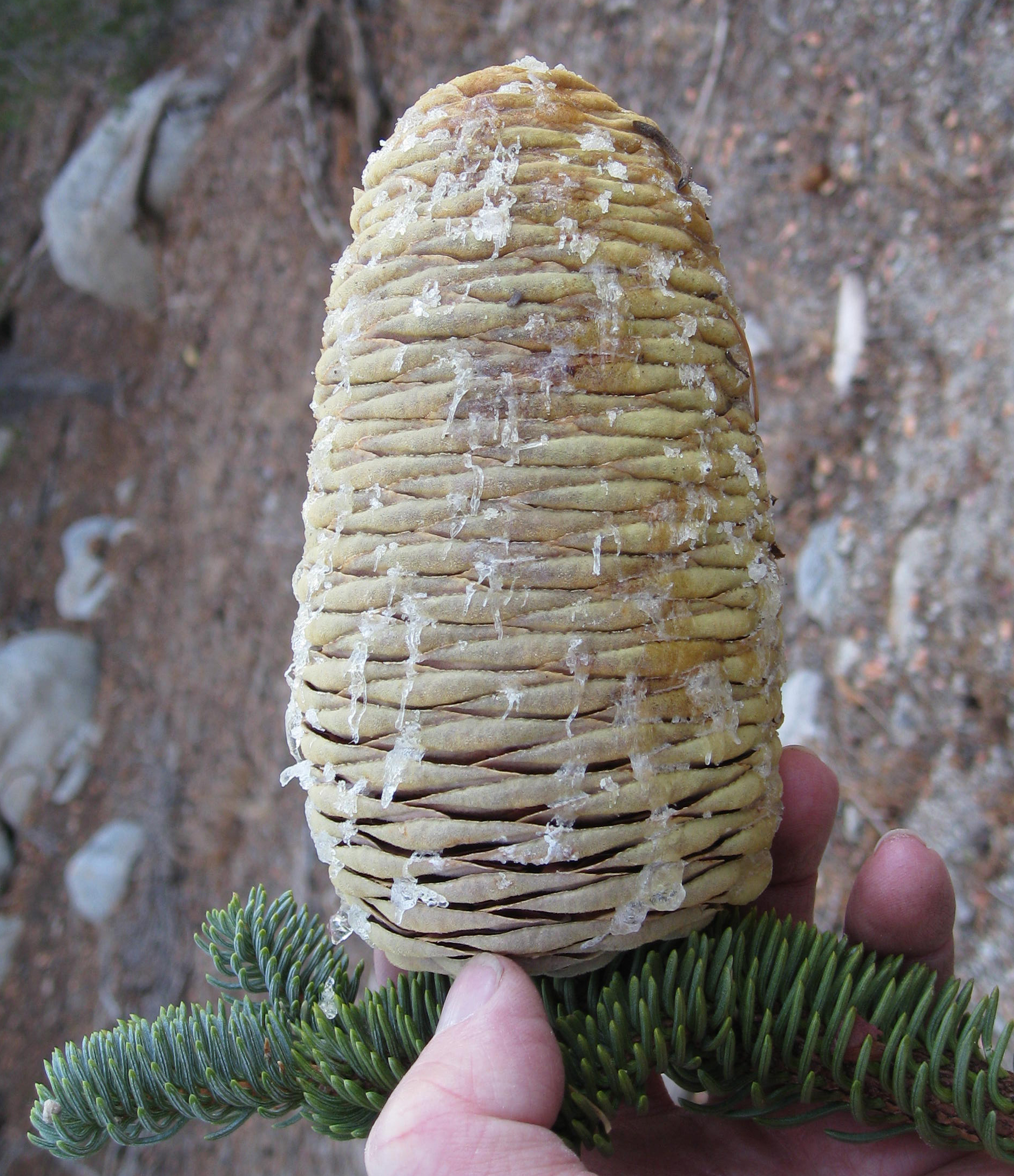
Jedle nádherná, samičí šištice – šiška v chráněné oblasti Tahoe National Forest v Kalifornii.
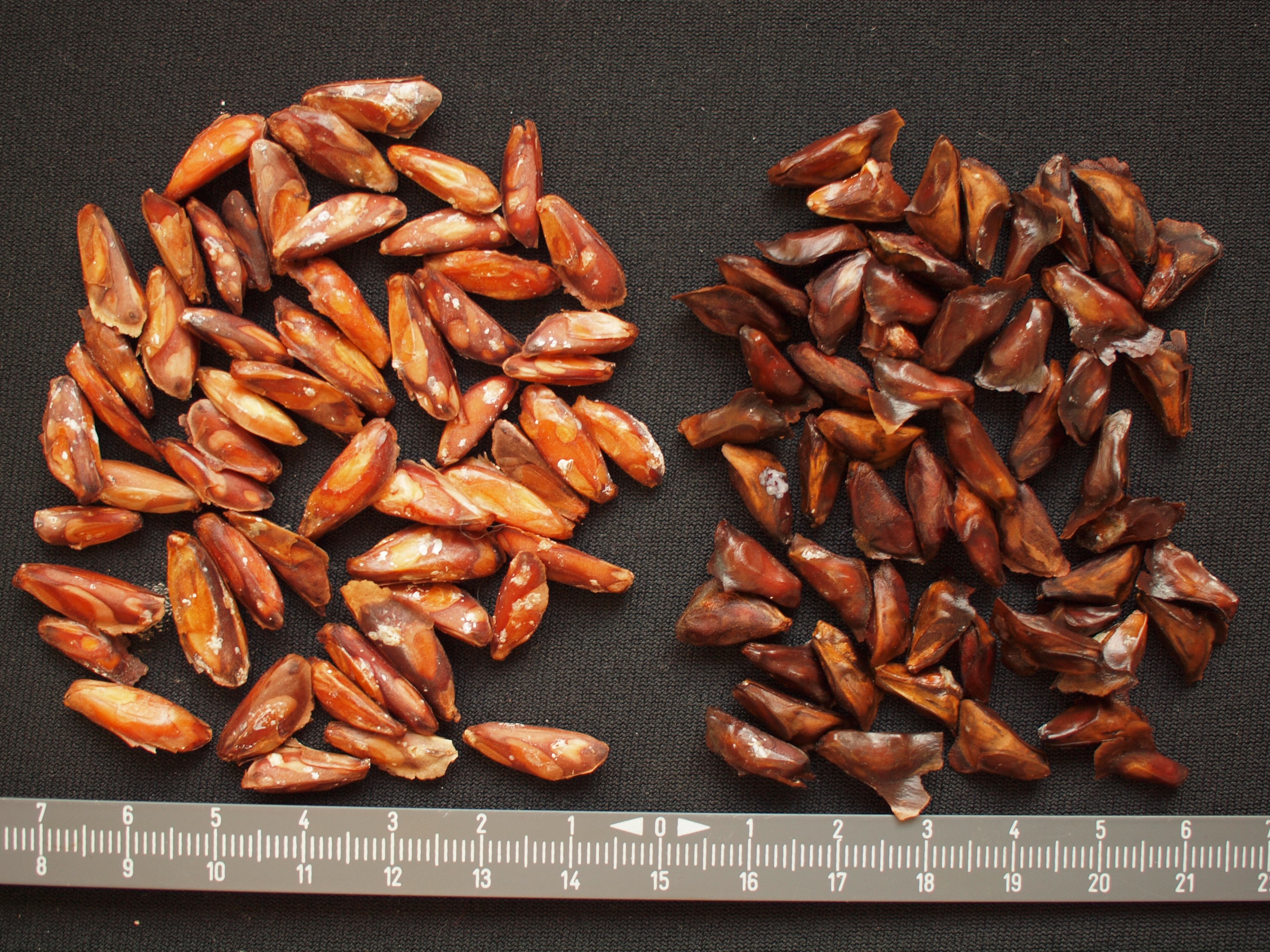
Semena dvou druhů jedlí: jedle nádherné vlevo; jedle kavkazské vpravo.
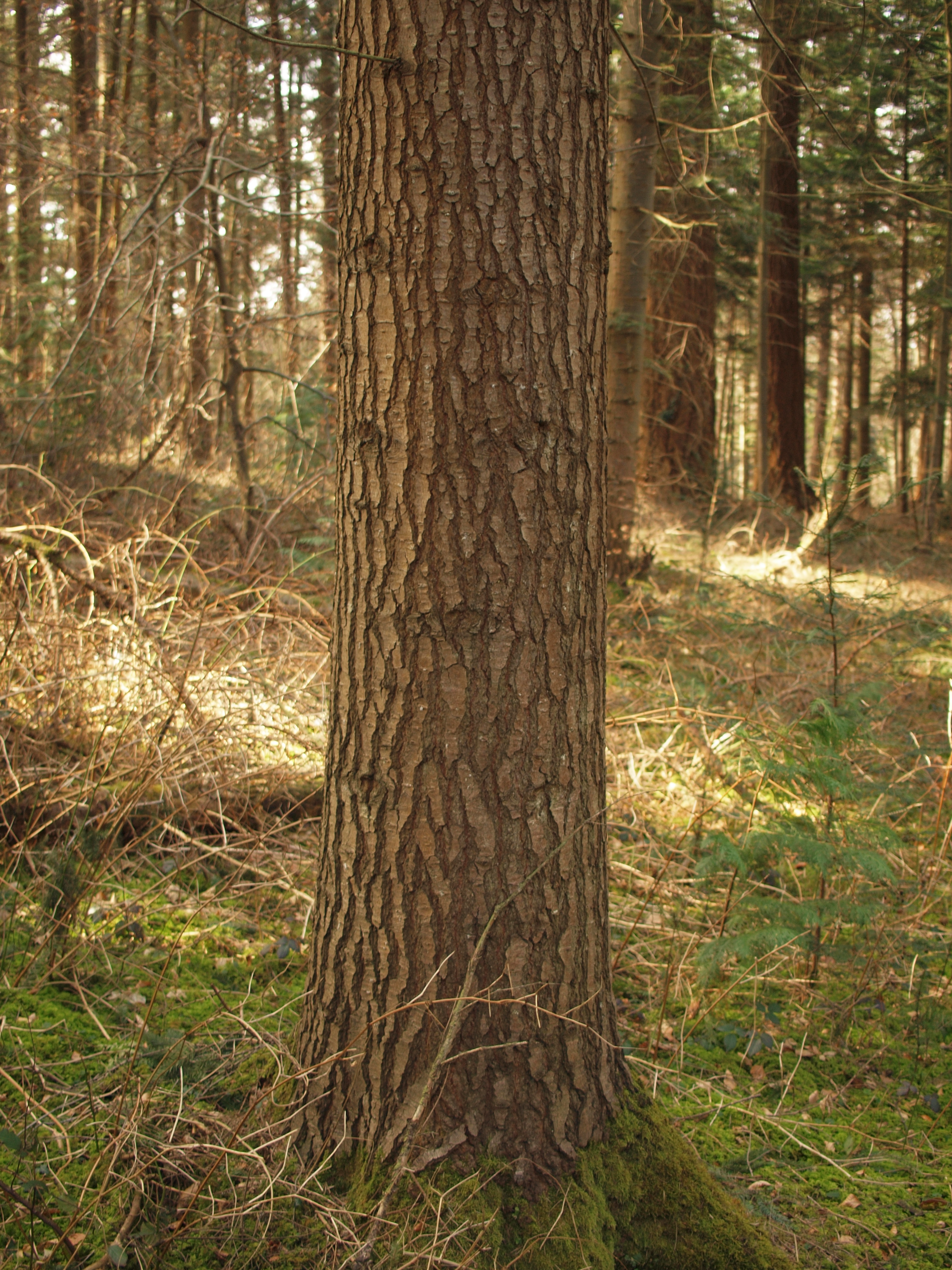
Jedle nádherná, borka na kmenu.
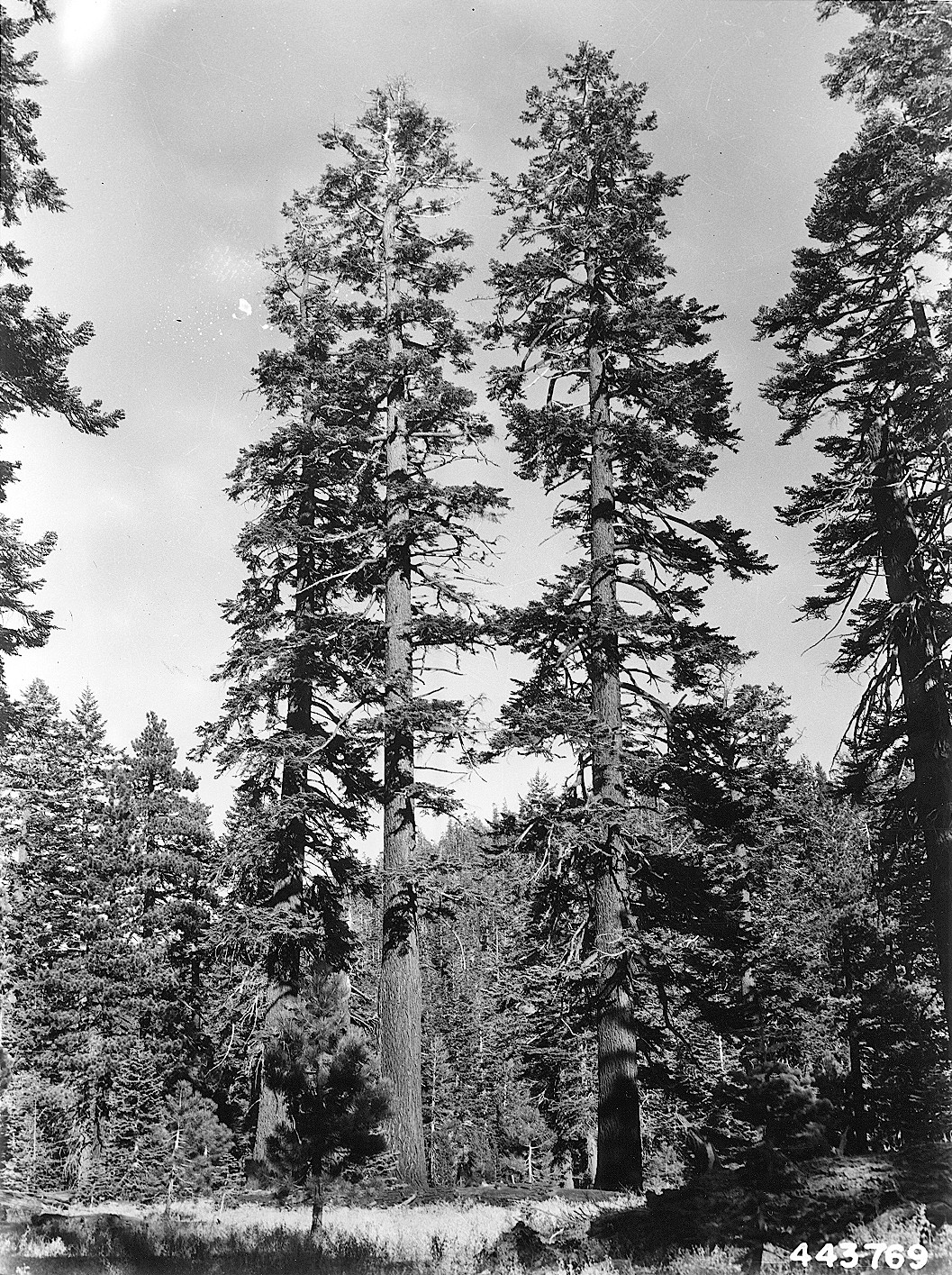
Jedle nádherná v chráněné oblasti Inyo National Forest v Kalifornii (USFS, 1946).
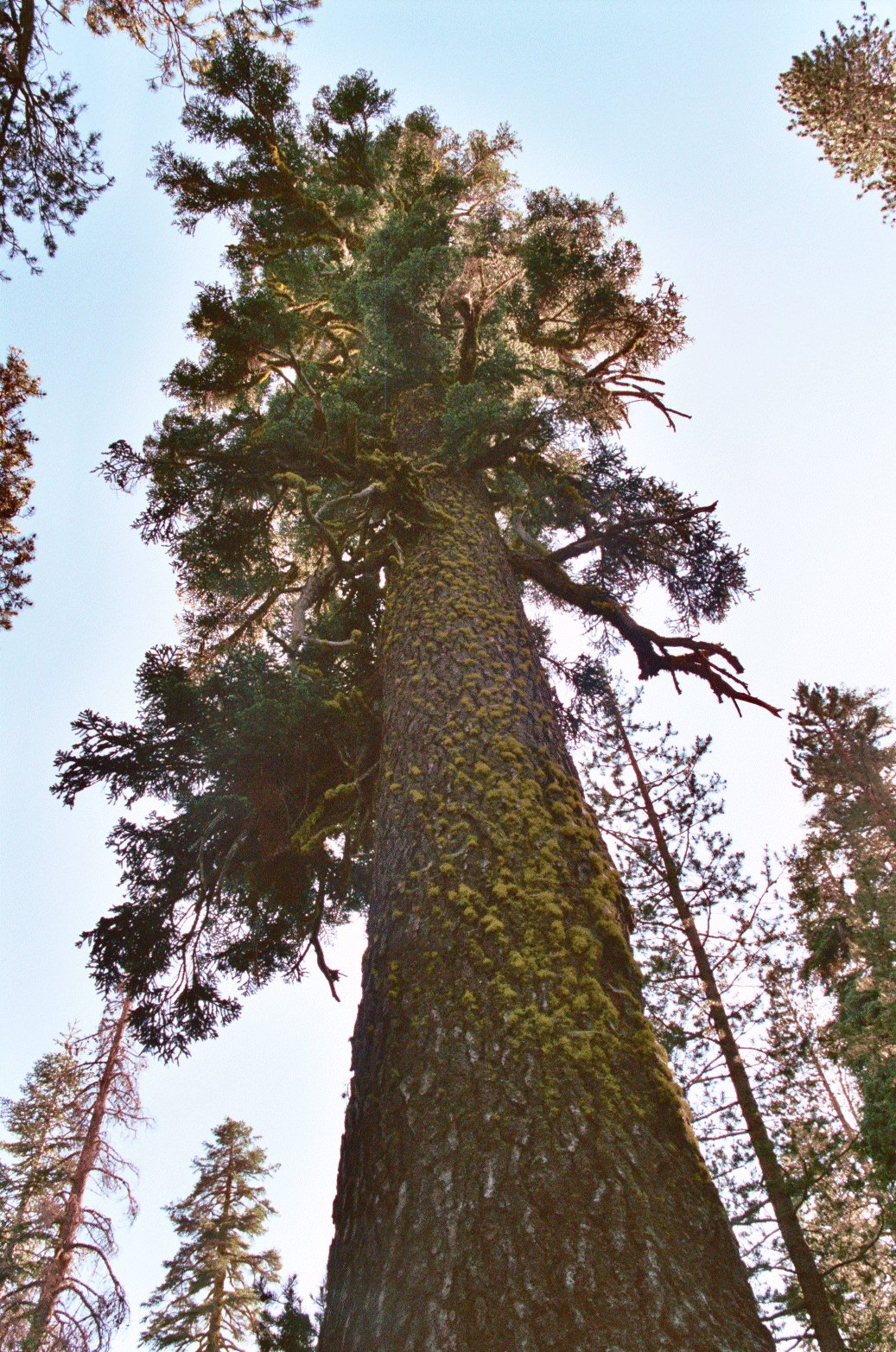
Jedle nádherná, velký starý strom, v přírodní rezervaci Lassen National Forest, v severní Kalifornii.